# ایزابورو میتسوهاشی
ایزابورو میتسوهاشی (انگلیسی: Eizaburo Mitsuhashi؛ زادهٔ ۵ ژانویهٔ ۱۹۶۰) بازیکن والیبال اهل ژاپن بود.